# Traité de paix entre le Japon et l'Inde
Le traité de paix entre le Japon et l'Inde (日本国とインドとの間の平和条約) est un traité de paix signé le 9 juin 1952 rétablissant les relations entre les deux nations.

## Contexte
L'Empire britannique, dont l'Inde faisait partie, avait des relations diplomatiques complètes avec le Japon et s'est impliqué dans la Seconde Guerre mondiale. Après la guerre, le Japon était sous occupation américaine et l'Inde a obtenu son indépendance le 15 août 1947. En 1951, la conférence de paix de San Francisco a eu lieu avec le premier ministre indien Jawaharlal Nehru refusant d'assister à la conférence, parce qu'il considérait les dispositions du Traité de San Francisco limitait la souveraineté japonaise, comme on le voit à ce jour avec le système de San Francisco géré par les États-Unis.